# École militaire préparatoire technique (Côte d'Ivoire)
L'École Militaire Préparatoire Technique (EMPT) est un établissement d'enseignement secondaire ivoirien sous la tutelle du ministère de la défense et situé à Bingerville. L’EMPT a pour mission de donner aux élèves une formation morale, intellectuelle, technique, physique et militaire dans la perspective d'intégrer les forces armées ivoiriennes.

## Historique
L'École d’enfants de troupe de Côte d'Ivoire a été fondée en 1939.
La France a remis, en 1975, le commandement de cette école à l'Etat de Côte d'Ivoire.
A l’origine, seul l’enseignement technique était dispensé dans cette école militaire. L’enseignement général y a été introduit en 1979. Elle est devenue une école d’excellence au fil des années.
La première promotion de 20 filles (sur 110 élèves au total) a été accueillie pour l’année académique 2013-2014.

## Organisation
Les programmes d’enseignement général et technique dispensés sont conformes à ceux en vigueur dans les établissements publics d’enseignement secondaire de Côte d’Ivoire.
En 2015, l'établissement comptait 102 enseignants et une trentaine de classes. Elle est construite sur une emprise de plus de 2000 m².
L'effectif total de filles en 2019 est de 187. 
Les élèves ont le droit de rentrer dans leur foyer le vendredi, après les cours, et y revenir le dimanche soir, trois mois après la rentrée scolaire, sous réserve qu'ils aient de bonnes notes.
Traditionnellement, l'EMPT accueille dans chaque promotion une dizaine d'élèves en provenance d'autres pays d'Afrique francophone.

## Cursus
Pour intégrer l'école, il faut être de sexe masculin ou feminin, âgé de 12 ans maximum et être en classe de CM2. Le concours est très sélectif.
De la 6e à la 3e, l'enseignement donné est un enseignement général de type collège moderne. Tout élève doit obtenir la moyenne de 12 pour passer en classe supérieure. Il n'est pas autorisé de redoubler la 6e, et il n'est autorisé qu'un seul redoublement.
La conduite à l'internat et la conduite en classe sont des matières à coefficient important.
A l'issue de la 3e, une commission oriente les élèves en fonction de leurs résultats scolaires, soit vers l'enseignement technique soit vers l'enseignement général.
A la fin du cycle secondaire, les élèves admis au baccalauréat sont orientés par le ministère de la Défense vers les grandes écoles ou les universités. C'est au terme du cursus universitaire et en fonction des critères du ministère de la Défense que certains des anciens enfants de troupe entreront dans l'armée. Il leur faudra pour cela présenter le concours d'entrée à l'Ecole des forces armées (EFA) de Zambakro.

## Chefs de corps
Placée sous commandement militaire, l’administration de l’EMPT est dirigée par un commandant école.
- Colonel Assamoi (1975- ) (premier ivoirien à diriger l'EMPT après que la France ait remis, en 1975, le commandement de cette école à l'Etat de Côte d'Ivoire)[2]
- Colonel Edouard Assamoi (2005 -2011)[2]
- Colonel Soro Kodan Pagaforo (2011-2016)[1]
- Colonel Tchoumé Hervé (2017-2019)

- Colonel Danho Josué Parfait (2019- 2021)[3]

- Colonel Joseph Arthur Olivier BES (2021-février 2024)

- Colonel Blé Tanouhé Séraphin (depuis février 2024).

## Personnalités issues de l'EMPT

### Côte d'Ivoire
- Sidi Tiémoko Touré, ministre ivoirien[3]
- général de Corps d’Armée Lassina Doumbia, chef d'état-major général des Armées (CEMGA)[3] (38e promotion ou promotion Manakalé Fidel)[4]
- général Robert Guéï, chef d'Etat après le putsch de 1999[2]
- général Barouan Zézé, ancien chef d'état-major des armées[2]
- général de division Youssouf Koné[2]
- général de division Emile Bléouan Zohoré[2]
- général de brigade Soumaïla Diabagaté[2]
- général de Corps d’Armée Soumaila Bakayoko, ancien chef d’état-major général (CEMGA)[2]
- Amadou Coulibaly, ministre ivoirien.

### Sous-région
- Lansana Conté, ancien président de Guinée[5]
- Yaya Obrou, ancien directeur adjoint du port autonome de Cotonou[2]
- général de brigade Oilla Zagré, ancien chef d'état-major des armées du Burkina Faso[2]